# Kaceřov (okres Sokolov)
Kaceřov (Duits: Katzengrün) is een gemeente in de Tsjechische regio Karlsbad. De gemeente ligt op 427 meter hoogte aan de noordelijke voet van het natuurgebied Slavkovský les. Josefov ligt vier kilometer ten noordwesten van de stad Kynšperk nad Ohří.
Naast het dorp Kaceřov zelf ligt ook het dorp Horní Pochlovice binnen de gemeente.
Březová · Bublava · Bukovany · Chlum Svaté Maří · Chodov · Citice · Dasnice · Dolní Nivy · Dolní Rychnov · Habartov · Horní Slavkov · Jindřichovice · Josefov · Kaceřov · Krajková · Královské Poříčí · Kraslice · Krásno · Kynšperk nad Ohří · Libavské Údolí · Loket · Lomnice · Nová Ves · Nové Sedlo · Oloví · Přebuz · Rotava · Rovná · Staré Sedlo · Stříbrná · Svatava · Šabina · Šindelová · Sokolov · Tatrovice · Těšovice · Vintířov · Vřesová